# Women’s International Boxing Federation
Die Women’s International Boxing Federation (WIBF) ist, zusammen mit WIBA, IWBF und anderen, eine der führenden Boxorganisationen im Frauenboxen. Sie richtet offizielle Kämpfe aus und vergibt die WIBF-Weltmeisterschaftstitel im Profiboxen der Frauen. Der Verband hat seinen Sitz sowohl in Miami, Florida, als auch in Karlsruhe, hat jedoch keine Verbindung zur Boxorganisation der Männer IBF.
Präsidentin des Verbandes ist die ehemalige englische Profiboxerin Barbara Buttrick, Vize-Präsident ist der Deutsche Jürgen Lutz, der erste Trainer von Regina Halmich.
Bekannte aktuelle und ehemalige Titelträgerinnen des Verbandes sind neben Regina Halmich unter anderem Susianna Kentikian, Karolina Łukasik, Ina Menzer, Natascha Ragosina, Julia Sahin und Sarah Bormann.